# Chariots of War
Chariots of War (tạm dịch: Chiến Xa) là trò chơi máy tính thuộc thể loại chiến lược thời gian thực và chiến lược theo lượt với đồ họa 3D lấy bối cảnh chiến tranh thời Cổ Đại, do hãng Slitherine Software và Paradox Interactive hợp tác phát triển, game được hãng Strategy First phát hành tại Mỹ vào năm 2003.

## Cách chơi
Không giống như thể loại chiến lược theo lượt cổ điển của dòng trò chơi Civilization, Chariots of War đặt trọng tâm vào kiểu chiến đấu chiến thuật thời gian thực. Trò chơi tương tự như tựa trò chơi chiến lược đầu tiên của Slitherine là Legion, và cũng sử dụng cùng một engine đồ họa.
Trò chơi có tất cả 64 quốc gia thuộc 10 nền văn minh khác nhau bao gồm:
- Assyria
- Bedouin
- Ai Cập
- Hittites
- Mitanni
- Nubia
- Skythia
- Sumer
- Syria
- Bộ lạc

Chariots of War có tới chín loại tài nguyên để thu hoạch như vàng, đá quý, nhựa, gỗ, đồng, thiếc, ngựa. Những loại tài nguyên này không trải dài khắp bản đồ. Một vài vùng có thể chăn nuôi ngựa, nhưng không có kim loại trong khi một số vùng khác lại có rất nhiều đồng. Điều này có nghĩa buôn bán là chìa khoá dẫn đến thành công của mọi quốc gia. Thêm vào đó, trò chơi còn hỗ trợ cả phần kỹ thuật như các trò chơi Ages of Empires, Warcraft để cho người chơi nâng cấp các vũ khí, doanh trại của phe mình.
Game có thêm sáu loại quân mới với con số tổng cộng lên 29 loại quân. Có đủ loại từ chỗ chiến đấu với giáp và không giáp ở thời kỳ đồ đồng cho tới kị binh hạng nặng với 2 ngựa kéo và 2 lớp giáp. Những xe ngựa trông thật sự ngoạn mục khi lăn trên mặt đất và đâm bổ vào hàng ngũ quân thù. Ngoài ra còn có cả tướng chỉ huy nữa. Ngoài ra game còn bổ sung thêm phần chơi Grand Campaign một chức năng mới trong Chariots of War được hãng Slitherine thêm vào cho phép người chơi có thể chơi và tự tạo một lịch sử khác với bây giờ. Bản đồ của grand campaign sẽ bao gồm tất cả các nước trong thời kỳ cổ đại.
Chariots of War còn hỗ trợ thêm tính năng sự vui vẻ của dân chúng trong nước của người chơi. Nếu họ không hài lòng thì sẽ xảy ra những cuộc xung đột với triều đình. Phần này khiến trò chơi Chariots of War giống thật hơn. Đặc biệt, người chơi có thể điều chỉnh việc thu thuế, độ làm việc và phân phát lương thực cho nông dân tùy vào ý mình.